# كالي (كونييتش)
كالي ( السيريلية : Кале) هي قرية في البوسنة والهرسك. وهي تقع في بلدية كونييتش في كانتون الهرسك-نيريتفا في اتحاد البوسنة والهرسك. طبقا لنتائج التعداد السكاني للبوسنة عام 2013 فإن عدد سكانها 43 نسمة.

## التركيبة السكانية

### التطور التاريخي للسكان
| 1961 | 1971 | 1981 | 1991 | 2013 |
| ---- | ---- | ---- | ---- | ---- |
| 54   | 53   | 55   | 46   | 43   |

## وصلات خارجية
- (بالإنجليزية)

```
Maplandia
```